# فرانک وورموت
فرانک وورموت (آلمانی: Frank Wormuth؛ زادهٔ ۱۳ سپتامبر ۱۹۶۰) بازیکن سابق و مربی فوتبال اهل آلمان است.
از باشگاه‌هایی که در آن بازی کرده‌است می‌توان به باشگاه فوتبال هرتابرلین و باشگاه فوتبال فرایبورگ اشاره کرد.